# لا مالبه، کبک
لا مالبه (به فرانسوی: La Malbaie) شهرکی در منطقه شهری شارلووا-است ناحیه کاپیتل-ناسیونال در استان کبک کانادا است. در سرشماری سال ۲۰۱۱ این شهرک ۹٬۱۲۱ نفر جمعیت داشته‌است و مساحت آن ۴۷۰٫۵۷ کیلومتر مربع است.